# Anthony Laup

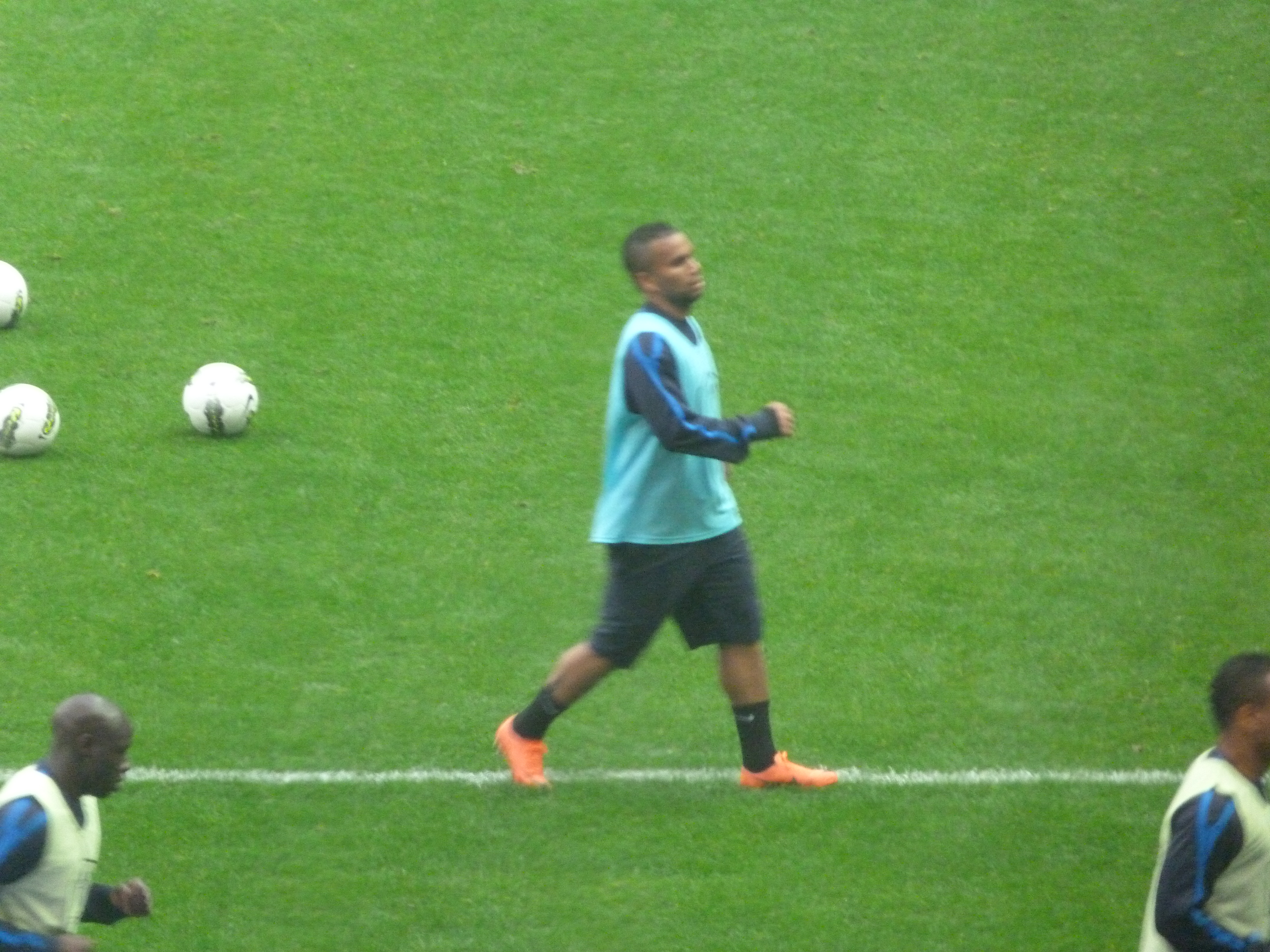
Laup vor dem Anpfiff des Pokalfinals 2012

Anthony Laup (* 23. Oktober 1982 in Le Havre) ist ein französischer Fußballspieler.

## Karriere
Der 168 Zentimeter große Stürmer Laup, dessen Vorfahren von der Insel Réunion stammen, wuchs im nordfranzösischen Le Havre auf und wurde beim dort angesiedelten Le Havre AC ausgebildet. Bei dem Verein aus der Normandie erhielt er allerdings keine Chance auf einen Sprung in den Profikader, wenngleich er zeitweilig der zweiten Mannschaft angehört hatte. 2004 wurde er in den Kader des Viertligisten US Quevilly aufgenommen. Ein Jahr darauf wurde er von der ebenfalls viertklassigen USL Dunkerque verpflichtet und blieb im äußersten Norden des Landes, bis er 2007 ins normannische Quevilly zurückkehrte. Bei dem weiterhin in der vierten Liga antretenden Klub erhielt er einen Stammplatz und kam mit neun Treffern in der Spielzeit 2008/09 auf seine beste Quote als Torjäger. 2010 erhielten er und seine Mitspieler landesweite Aufmerksamkeit, als sie im nationalen Pokalwettbewerb das Halbfinale erreichten und dort dem späteren Titelgewinner Paris Saint-Germain mit 0:1 unterlagen. Dem folgte 2011 ein weiterer Erfolg, indem das Team den Aufstieg in die Drittklassigkeit perfekt machte. 
Auch in der dritten Liga behielt Laup seinen festen Platz in der ersten Elf bei, während er gleichzeitig mit der Mannschaft im Pokal zum zweiten Mal nach 2010 zur Überraschungsmannschaft avancierte. In der Pokalsaison 2011/12 schlug Quevilly unter anderem den international renommierten Erstligisten Olympique Marseille. Im Halbfinale traf man auf den ebenfalls erstklassigen Stade Rennes und es stand 1:1, bis Laup in der dritten Minute der Nachspielzeit zum Schützen des Siegtores wurde und damit den Finaleinzug möglich machte. Am 28. April 2012 stand man im Endspiel dem Erstligisten Olympique Lyon gegenüber und der damals 29-Jährige Stürmer hatte im Verlauf der Partie eine große Gelegenheit, doch Nationaltorwart Hugo Lloris lenkte seinen Schuss an die Latte. In der 81. Minute wurde er aus dem Spiel genommen und musste letztlich eine 0:1-Niederlage seiner Mannschaft hinnehmen. Der Spieler hatte somit das Finale bestritten, ohne zuvor einen einzigen Profieinsatz in der ersten oder zweiten Liga verbuchen zu können.
Direkt im Anschluss an das Finale kehrte er Quevilly im Sommer 2012 den Rücken und ging zum Drittligarivalen US Orléans. Bei diesem war er anfänglich gesetzt, übernahm dann aber zumeist die Rolle eines Reservisten und wurde in der Regel nur noch eingewechselt. Angesichts dessen kehrte er dem Verein 2013 wieder den Rücken und fand im Viertligisten AS Beauvais einen neuen Arbeitgeber. Bei diesem verlief es anschließend ähnlich wie zuvor in Orléans, er spielte in der Rückrunde keine Rolle mehr und nahm zu Saisonbeginn 2014/15 ein Vertragsangebot des sechstklassigen Traditionsvereins FC Rouen an. In der Sommerpause 2015 folgte sein Wechsel zum Fünftligisten ESM Gonfreville.